# Huracà Fabian
Huracà Fabian fou un poderós huracà de tipus Cap Verd que colpejà les Bermudes a principis de setembre de la temporada d'huracans de 2003. Fabian fou la sisena tempesta anomenada, el quart huracà i el primer gran huracà de la temporada. Es desenvolupà a partir d'una ona tropical a l'Oceà Atlàntic tropical el 25 d'agost. Es desplaçà en direcció oest-nord-oest sota la influència de la cresta subtropical al nord i s'intensificà constantment en una zona d'aigües càlides i un cisallament del vent dèbil. L'huracà assolí una intensitat cim de 230 km/h el primer de setembre i llavors, progressivament es debilità al girar en direcció nord. El 5 de setembre, Fabian recalà a Bermudes amb vents per sobre els 195 km/h. Després de passar per l'illa, l'huracà girà al nord-est i esdevingué extratropical el 8 de setembre.